# Galinagues
Galinagues – miejscowość i gmina we Francji, w regionie Oksytania, w departamencie Aude.
Według danych na rok 1990 gminę zamieszkiwało 28 osób, a gęstość zaludnienia wynosiła 7 osób/km² (wśród 1545 gmin Langwedocji-Roussillon Galinagues plasuje się na 872. miejscu pod względem liczby ludności, natomiast pod względem powierzchni na miejscu 1054.).